# Adley Hogan Gladden

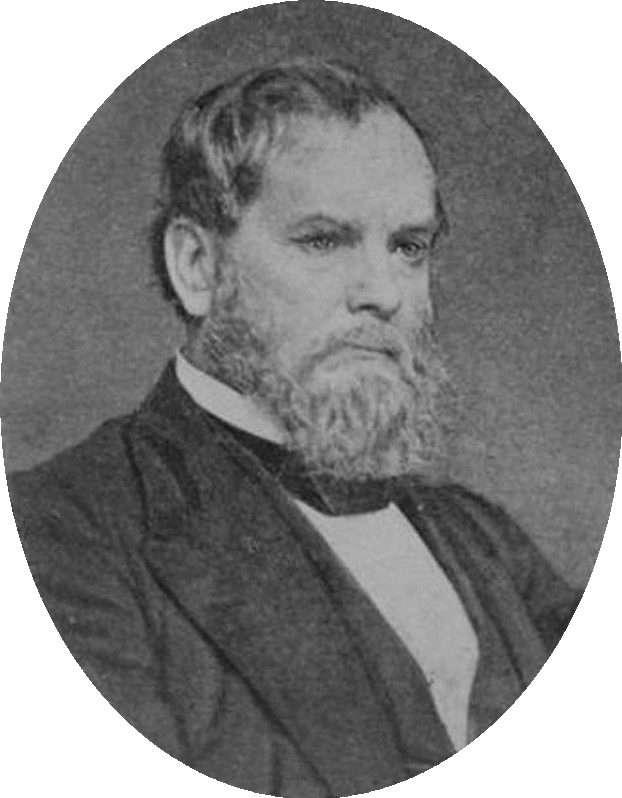
Brigadegeneral Adley Hogan Gladden

Adley Hogan Gladden (* 28. Oktober 1810 im Fairfield District, South Carolina; † 12. April 1862 nach der Schlacht von Shiloh) war ein Brigadegeneral der Armee der Konföderierten Staaten von Amerika im Sezessionskrieg.

## Leben
Nach seinem Umzug nach Columbia, Ohio wurde Gladden als Baumwollhändler tätig und wurde später durch Präsident Taylor zum Postmeister ernannt. Während des  Amerikanisch-Mexikanischen Krieges diente er als Major und Lieutenant Colonel im Palimettoregiment. In der Schlacht von Belen Gate wurde er verwundet.
Nach dem Krieg übersiedelte Gladden nach New Orleans, Louisiana. Im Jahr 1861 übernahm er das Kommando über das 1st South Carolina Regiment als Oberstleutnant, wenig später erfolgte seine Versetzung zu den 1st Louisiana Regulars und die Beförderung zum Oberst. Nach der Schlacht von Pensacola stieg Gladden am 30. Oktober 1861 in den Rang eines Brigadegenerals auf. In der Schlacht von Shiloh traf ihn am 6. April 1862 ein Granatsplitter, worauf sein Arm im Feldlazarett amputiert wurde. Sechs Tage später erlag Adley Hogan Gladden den Folgen dieser Verletzung. Sein Grab befindet sich auf dem Magnolia Cemetery in Mobile, Alabama.